# Резников Вадим Григорович
Резников Вадим Григорович (7 травня 1939, Дніпропетровськ, СРСР — 6 лютого 2025, Нова Каховка, Україна) — радянський український тренер зі стрільби з лука. Заслужений тренер УРСР із стрільби з лука (1976).

## Біографія
Резников Вадим Григорович народився 7 травня 1939 у м. Дніпропетровськ. Закінчив Львівський державний університет фізичної культури. Призер V літньої Спартакіади народів СРСР зі стрільби з лука (1971).
Його дружина, Резникова Тетяна Георгіївна, свого часу була тренером ВФСТ «Динамо», суддею всесоюзної категорії. Сини — Олексій та Георгій — теж стали спортсменами. Також спортсменкою є його внучка, Юлія Резникова.
Помер 6 лютого 2025 року у Новій Каховці, де жив протягом останнього часу.

## Тренерські здобутки
Старший тренер Херсонської області. Тренер-викладач вищої категорії фізкультурно-спортивного товариства «Динамо» в м.Нова Каховка. Він підготував Аржаннікову Людмилу Леонідівну, призерку Олімпійських ігор (1992), чемпіонку та рекордсменку світу із стрільби з лука.
Його тренерською сім'єю із помічниками за понад два десятки років було підготовлено 500 спортсменів-розрядників, 30 майстрів спорту, 8 майстрів спорту СРСР міжнародного класу. Серед вихованців — Тамара Літерова, Зоя Першукова, Олена Лівадова, Павло Лохматов, Юлія Резникова, Олександра Бебешко та інші. На Паралімпійських іграх у Пекіні (2008) виступали від збірної України ще дві його вихованки — Лариса Міхнєва та Ірина Волинець.